# (73470) 2002 OM15
(73470) 2002 OM15 – planetoida z pasa głównego asteroid okrążająca Słońce w ciągu 5,73 lat w średniej odległości 3,2 j.a. Odkryta 18 lipca 2002 roku.